# José Enrique Rodó
José Enrique Camilo Rodó Piñeyro (15. července 1871, Montevideo – 1. května 1917, Palermo) byl uruguayský spisovatel a politik, klasik latinskoamerické literatury, jehož tvorba je široce známá za hranicemi Latinské Ameriky.

## Ariel
Okruh základní filozofické problematiky Rodóovy tvorby je symbolicky vyjádřen v protikladů Ariela a Kanibala.
Ariel je vláda rozumu a citů nad nízkými nápory iracionálnosti. Je to ušlechtilý entuziasmus, jsou to vysoké nezištné motivy naší činnosti, je to oduševnělost naší kultury, živost a vybranost rozumu. 
José Enrique Rodó, Ariel
Kanibal je ztělesnění nízkých instinktů a hrubého utilitarismu. Bój mezi těmito silami probíhá ve všech oborech lidské činnosti. Zahrnuje jak společnost, tak i jednotlivého člověka. Rodó, protože je přesvědčen o vítězství sil ztělesněných Arielem, snaží se ve svých pracích ukázat, co je pro to nutno udělat.

## Dílo
- La novela nueva (1897)
- El que vendrá (1897)
- Rubén Darío (1899)
- Ariel (1900)
- Liberalismo y jacobinismo (Montevideo, 1906)
- Motivos de Proteo (Montevideo, 1909)
- El mirador de Próspero (Montevideo, 1913)
- Cinco ensayos: Montalvo - Ariel - Bolívar - Rubén Darío - Liberalismo y Jacobinismo (Madrid: Editorial América, 1915)
- El camino de Paros (1918)
- Hombres de América: (Juan Montalvo - Simón Bolívar - Rubén Darío) (1920)
- Nuevos motivos de Proteo (1927)
- Últimos motivos de Proteo (1932)